# Kinoshita Ayumi
Kinoshita Ayumi (木下 あゆ美 Mộc Hạ Á Do Mỹ) là một nữ diễn viên, diễn viên lồng tiếng kiêm người mẫu Nhật Bản. Cô sinh tại Mie, tỉnh Aichi, Nhật Bản. Cô được biết đến qua vai diễn Jasmine trong loạt phim truyền hình ăn khách của Nhật Bản Tokusou Sentai Dekaranger.

## Phim đã đóng
- Huntik: Secrets & Seekers vai Zhalia Moon (Japanese dub)
- Tokusou Sentai Dekaranger vai Jasmine (phim truyền hình)
- Uramiya Honpo vai Uramiya
- Uramiya Honpo SP vai Uramiya
- Yu-Gi-Oh! 5D's lồng tiếng Aki Izayoi
- Kamen Rider Double vai Aya Kujo (phim truyền hình, khách mời)
- Zyuden Sentai Kyoryuger vai Yuuko Fukui (phim truyền hình)
- Ohsama Sentai King-Ohger vai Yuuko Fukui (cameo, tập 33)

Movie:
- Tokusou Sentai Dekaranger The Movie: Full Blast Action vai Jasmine (2004)
- Tokusou Sentai Dekaranger vs Abaranger vai Jasmine (2004)
- Mahou Sentai Magiranger vs Dekaranger vai Jasmine (2006)
- Master of Thunder as Ayumi (Legend of the Seven Monks (US Alternate Title)) (2006)
- Kamen Rider Fourze the Movie: Everyone, Space Is Here vai Shizuka Shirayama/Skydain (2012)
- Tokusou Sentai Dekaranger: 10 Years After vai Jasmine (2015)
- Space squad: Gavan vs Dekaranger (2017)
- Space squad - Episode zero: Girls in trouble (2017)
- Peeping Tom

Video Idol:
- PURO
- Collaboration Box